# Freestyle-Skiing-Weltcup 2002/03
Die Saison 2002/03 des von der FIS veranstalteten Freestyle-Skiing-Weltcups begann am 7. September 2002 in Mount Buller (Australien) und endete am 12. März 2003 in Les Contamines (Frankreich). Ausgetragen wurden Wettbewerbe in den Disziplinen Aerials (Springen), Moguls (Buckelpiste), Dual Moguls (Parallel-Buckelpiste) und erstmals Skicross. Höhepunkt der Saison war die Weltmeisterschaft 2003 vom 29. Januar bis 1. Februar in Deer Valley (USA).

## Abkürzungen
- AE = Aerials
- MO = Moguls
- DM = Dual Moguls
- SX = Skicross

## Männer

### Weltcupwertungen
| Rang | Name                      | Punkte |
| ---- | ------------------------- | ------ |
| 1    | Dmitri Archipow           | 95     |
| 2    | Steve Omischl             | 93     |
| 3    | Jeff Bean                 | 93     |
| 4    | Travis Cabral             | 90     |
| 5    | Hiroomi Takizawa          | 89     |
| 6    | Pierre-Alexandre Rousseau | 88     |
| 7    | Travis Meyer              | 88     |
| 8    | Toby Dawson               | 85     |
| 9    | Enak Gavaggio             | 84     |
| 10   | Mikko Ronkainen           | 82     |

| Rang | Name              | Punkte |
| ---- | ----------------- | ------ |
| 1    | Dmitri Archipow   | 572    |
| 2    | Steve Omischl     | 560    |
| 3    | Jeff Bean         | 556    |
| 4    | Joe Pack          | 488    |
| 5    | Aljaksej Hryschyn | 476    |
| 6    | Ryan St. Onge     | 440    |
| 7    | Aleš Valenta      | 440    |
| 8    | Jeret Peterson    | 436    |
| 9    | Kyle Nissen       | 408    |
| 10   | Qiu Sen           | 384    |

| Rang | Name                      | Punkte |
| ---- | ------------------------- | ------ |
| 1    | Travis Cabral             | 628    |
| 2    | Travis Mayer              | 616    |
| 2    | Pierre-Alexandre Rousseau | 616    |
| 4    | Toby Dawson               | 596    |
| 5    | Mikko Ronkainen           | 576    |
| 6    | Stéphane Rochon           | 552    |
| 7    | Luke Westerling           | 540    |
| 8    | David Babic               | 504    |
| 9    | Janne Lahtela             | 484    |
| 10   | Scott Bellavance          | 464    |

| Rang | Name                      | Punkte |
| ---- | ------------------------- | ------ |
| 1    | Janne Lahtela             | 264    |
| 2    | Stéphane Rochon           | 260    |
| 3    | Fredrik Fortkord          | 248    |
| 4    | Pierre-Alexandre Rousseau | 220    |
| 5    | Yugo Tsukita              | 208    |
| 6    | Toby Dawson               | 184    |
| 7    | Grischa Weber             | 156    |
| 8    | Wladimir Tjumenzew        | 152    |
| 9    | Kenrō Shimoyama           | 144    |
| 10   | Lauri Lassila             | 120    |

| Rang | Name              | Punkte |
| ---- | ----------------- | ------ |
| 1    | Hiroomi Takizawa  | 268    |
| 2    | Enak Gavaggio     | 252    |
| 3    | Markus Wittner    | 232    |
| 4    | Isidor Grüner     | 180    |
| 5    | Tomáš Kraus       | 172    |
| 6    | Lars Lewén        | 168    |
| 7    | Jesper Brugge     | 156    |
| 8    | Klaus Waldner     | 148    |
| 9    | Florian Rohrmoser | 140    |
| 10   | Eric Iljans       | 136    |

### Podestplätze
| Datum                                                     | Ort                  | Disz. | 1. Platz                  | 2. Platz                  | 3. Platz                  |
| --------------------------------------------------------- | -------------------- | ----- | ------------------------- | ------------------------- | ------------------------- |
| 07.09.2002                                                | Mount Buller         | AE    | Jeff Bean                 | Aljaksej Hryschyn         | Eric Bergoust             |
| 08.09.2002                                                | Mount Buller         | AE    | Steve Omischl             | Christian Rijavec         | Joe Pack                  |
| 30.11.2002                                                | Tignes               | SX    | Tomáš Kraus               | Isidor Grüner             | Markus Wittner            |
| 01.12.2002                                                | Tignes               | MO    | Travis Cabral             | Scott Bellavance          | Janne Lahtela             |
| 07.12.2002                                                | Sauze d’Oulx         | MO    | Mikko Ronkainen           | Scott Bellavance          | Travis Mayer              |
| 14.12.2002                                                | Madonna di Campiglio | MO    | Toby Dawson               | Mikko Ronkainen           | Travis Mayer              |
| 19.12.2002                                                | Ruka                 | MO    | Tapio Luusua              | Travis Mayer              | Pierre-Alexandre Rousseau |
| 11.01.2003                                                | Mont Tremblant       | MO    | Pierre-Alexandre Rousseau | Jeremy Bloom              | Tapio Luusua              |
| 12.01.2003                                                | Mont Tremblant       | AE    | Jeff Bean                 | Jeret Peterson            | Ryan Blais                |
| 17.01.2003                                                | Lake Placid          | AE    | Dmitri Archipow           | Steve Omischl             | Han Xiaopeng              |
| 18.01.2003                                                | Lake Placid          | MO    | Travis Cabral             | Janne Lahtela             | Pierre-Alexandre Rousseau |
| 19.01.2003                                                | Lake Placid          | AE    | Ryan Blais                | Dsmitryj Daschtschynski   | Jeff Bean                 |
| 18.01.2003                                                | Laax                 | SX    | Enak Gavaggio             | Hiroomi Takizawa          | Markus Wittner            |
| 25.01.2003                                                | Fernie               | DM    | Janne Lahtela             | Stéphane Rochon           | Toby Dawson               |
| 26.01.2003                                                | Fernie               | AE    | Aleš Valenta              | Dmitri Archipow           | Ou Xiaotao                |
| 29. bis 31. Januar 2003: Weltmeisterschaft in Deer Valley |                      |       |                           |                           |                           |
| 07.02.2003                                                | Steamboat Springs    | AE    | Dmitri Archipow           | Aljaksej Hryschyn         | Steve Omischl             |
| 08.02.2003                                                | Steamboat Springs    | MO    | Jeremy Bloom              | Pierre-Alexandre Rousseau | David Babic               |
| 15.02.2003                                                | Inawashiro           | MO    | Travis Cabral             | Mikko Ronkainen           | Witali Gluschtschenko     |
| 22.02.2003                                                | Madarao              | DM    | Pierre-Alexandre Rousseau | Janne Lahtela             | Fredrik Fortkord          |
| 23.02.2003                                                | Madarao              | MO    | Jeremy Bloom              | Travis Cabral             | Pierre-Alexandre Rousseau |
| 01.03.2003                                                | Špindlerův Mlýn      | AE    | Dmitri Archipow           | Jeff Bean                 | Ou Xiaotao                |
| 02.03.2003                                                | Špindlerův Mlýn      | AE    | Steve Omischl             | Dmitri Archipow           | Joe Pack                  |
| 01.03.2003                                                | Voss                 | MO    | Janne Lahtela             | Luke Westerlund           | Travis Mayer              |
| 02.03.2003                                                | Voss                 | DM    | Stéphane Rochon           | Toby Dawson               | Janne Lahtela             |
| 12.03.2003                                                | Les Contamines       | SX    | Hiroomi Takizawa          | Karl Heinz Molling        | Xavier Mathex             |

## Frauen

### Weltcupwertungen
| Rang | Name               | Punkte |
| ---- | ------------------ | ------ |
| 1    | Kari Traa          | 125    |
| 2    | Ingrid Berntsen    | 117    |
| 3    | Margarita Marbler  | 113    |
| 4    | Shannon Bahrke     | 98     |
| 5    | Alisa Camplin      | 97     |
| 6    | Lydia Ierodiaconou | 93     |
| 7    | Veronika Bauer     | 93     |
| 8    | Li Nina            | 92     |
| 9    | Valentine Scuotto  | 92     |
| 10   | Magdalena Iljans   | 84     |

| Rang | Name               | Punkte |
| ---- | ------------------ | ------ |
| 1    | Alisa Camplin      | 580    |
| 2    | Lydia Ierodiaconou | 556    |
| 3    | Veronika Bauer     | 556    |
| 4    | Li Nina            | 552    |
| 5    | Anna Sukal         | 500    |
| 6    | Xu Nannan          | 492    |
| 7    | Veronica Brenner   | 488    |
| 8    | Deidra Dionne      | 460    |
| 9    | Kate Reed          | 444    |
| 10   | Elizabeth Gardner  | 440    |

| Rang | Name                 | Punkte |
| ---- | -------------------- | ------ |
| 1    | Shannon Bahrke       | 684    |
| 2    | Kari Traa            | 676    |
| 3    | Margarita Marbler    | 612    |
| 4    | Ingrid Berntsen      | 604    |
| 5    | Sandra Laoura        | 588    |
| 6    | Michelle Roark       | 564    |
| 7    | Aiko Uemura          | 520    |
| 8    | Kristi Richards      | 504    |
| 9    | Marina Tscherkassowa | 496    |
| 10   | Jillian Vogtli       | 480    |

| Rang | Name              | Punkte |
| ---- | ----------------- | ------ |
| 1    | Margarita Marbler | 236    |
| 2    | Tami Bradley      | 208    |
| 3    | Kari Traa         | 204    |
| 4    | Elisa Kurylowicz  | 200    |
| 5    | Aiko Uemura       | 196    |
| 6    | Jillian Vogtli    | 176    |
| 7    | Shelly Robertson  | 168    |
| 8    | Ingrid Berntsen   | 164    |
| 8    | Emiko Torito      | 164    |
| 10   | Shannon Bahrke    | 152    |

| Rang | Name               | Punkte |
| ---- | ------------------ | ------ |
| 1    | Valentine Scuotto  | 276    |
| 2    | Magdalena Iljans   | 252    |
| 3    | Annick Staudenmann | 216    |
| 4    | Karin Huttary      | 192    |
| 5    | Aleisha Cline      | 188    |
| 6    | Martina Rentschler | 180    |
| 7    | Émilie Serain      | 164    |
| 8    | Nathalie Schmid    | 160    |
| 9    | Marion Rocher      | 144    |
| 10   | Giovanna Bonazzi   | 132    |

### Podestplätze
| Datum                                                     | Ort                  | Disz. | 1. Platz            | 2. Platz             | 3. Platz          |
| --------------------------------------------------------- | -------------------- | ----- | ------------------- | -------------------- | ----------------- |
| 07.09.2002                                                | Mount Buller         | AE    | Veronika Bauer      | Lydia Ierodiaconou   | Anna Sukal        |
| 08.09.2002                                                | Mount Buller         | AE    | Veronika Bauer      | Alisa Camplin        | Xu Nannan         |
| 30.11.2002                                                | Tignes               | SX    | Magdalena Iljans    | Aleisha Cline        | Valentine Scuotto |
| 01.12.2002                                                | Tignes               | MO    | Margarita Marbler   | Shannon Bahrke       | Michelle Roark    |
| 07.12.2002                                                | Sauze d’Oulx         | MO    | Kari Traa           | Shannon Bahrke       | Margarita Marbler |
| 14.12.2002                                                | Madonna di Campiglio | MO    | Shannon Bahrke      | Ingrid Berntsen      | Kari Traa         |
| 19.12.2002                                                | Ruka                 | MO    | Kari Traa           | Ingrid Berntsen      | Shannon Bahrke    |
| 11.01.2003                                                | Mont Tremblant       | MO    | Shannon Bahrke      | Marina Tscherkassowa | Laurel Shanley    |
| 12.01.2003                                                | Mont Tremblant       | AE    | Alisa Camplin       | Lydia Ierodiaconou   | Kate Reed         |
| 17.01.2003                                                | Lake Placid          | AE    | Alisa Camplin       | Li Nina              | Ala Zuper         |
| 18.01.2003                                                | Lake Placid          | MO    | Aiko Uemura         | Sandra Laoura        | Ingrid Berntsen   |
| 19.01.2003                                                | Lake Placid          | AE    | Xu Nannan           | Li Nina              | Ala Zuper         |
| 18.01.2003                                                | Laax                 | SX    | Magdalena Iljans    | Valentine Scuotto    | Karin Huttary     |
| 25.01.2003                                                | Fernie               | DM    | Stéphanie St-Pierre | Tami Bradley         | Margarita Marbler |
| 26.01.2003                                                | Fernie               | AE    | Veronika Bauer      | Ala Zuper            | Li Nina           |
| 29. bis 31. Januar 2003: Weltmeisterschaft in Deer Valley |                      |       |                     |                      |                   |
| 07.02.2003                                                | Steamboat Springs    | AE    | Alisa Camplin       | Lydia Ierodiaconou   | Veronika Bauer    |
| 08.02.2003                                                | Steamboat Springs    | MO    | Kari Traa           | Shannon Bahrke       | Ingrid Berntsen   |
| 15.02.2003                                                | Inawashiro           | MO    | Kari Traa           | Michelle Roark       | Sandra Laoura     |
| 22.02.2003                                                | Madarao              | DM    | Bérénice Grégoire   | Aiko Uemura          | Margarita Marbler |
| 23.02.2003                                                | Madarao              | MO    | Margarita Marbler   | Shannon Bahrke       | Kari Traa         |
| 01.03.2003                                                | Špindlerův Mlýn      | AE    | Lydia Ierodiaconou  | Li Nina              | Alisa Camplin     |
| 02.03.2003                                                | Špindlerův Mlýn      | AE    | Evelyne Leu         | Assol Sliwez         | Alisa Camplin     |
| 01.03.2003                                                | Voss                 | MO    | Shannon Bahrke      | Aiko Uemura          | Kari Traa         |
| 02.03.2003                                                | Voss                 | DM    | Kari Traa           | Aiko Uemura          | Shelly Robertson  |
| 12.03.2003                                                | Les Contamines       | SX    | Karin Huttary       | Ingrid Berntsen      | Aleisha Cline     |

## Nationencup
| Rang | Land                | Punkte |
| ---- | ------------------- | ------ |
| 1    | Vereinigte Staaten  | 1567   |
| 2    | Kanada              | 1485   |
| 3    | Frankreich          | 0850   |
| 4    | Schweiz             | 0705   |
| 5    | Österreich          | 0532   |
| 6    | Russland            | 0522   |
| 7    | Volksrepublik China | 0510   |
| 8    | Australien          | 0494   |
| 9    | Japan               | 0479   |
| 10   | Schweden            | 0373   |

| Rang | Land               | Punkte |
| ---- | ------------------ | ------ |
| 1    | Vereinigte Staaten | 912    |
| 2    | Kanada             | 799    |
| 3    | Frankreich         | 483    |
| 4    | Österreich         | 355    |
| 5    | Finnland           | 313    |
| 6    | Japan              | 291    |
| 7    | Russland           | 267    |
| 8    | Schweden           | 250    |
| 9    | Schweiz            | 237    |
| 10   | Belarus            | 196    |

| Rang | Land                | Punkte |
| ---- | ------------------- | ------ |
| 1    | Kanada              | 686    |
| 2    | Vereinigte Staaten  | 655    |
| 3    | Schweiz             | 468    |
| 4    | Australien          | 437    |
| 5    | Frankreich          | 367    |
| 6    | Volksrepublik China | 324    |
| 7    | Russland            | 255    |
| 8    | Norwegen            | 242    |
| 9    | Japan               | 188    |
| 10   | Österreich          | 177    |